# Bhaag Milkha Bhaag
Pour plus de détails, voir Fiche technique et Distribution.
Bhaag Milkha Bhaag (en hindi : भाग मिल्खा भाग — littéralement : Cours Milkha, cours) est un film dramatique biographique indien réalisé par Rakeysh Omprakash Mehra sur un scénario écrit par Prasoon Joshi et sorti en 2013, avec Farhan Akhtar dans le rôle principal de Milkha Singh, un athlète indien champion national et olympique en course à pied surnommé le « Sikh volant ». Les séquences sportives sont coordonnées par l'Américain Rob Miller, directeur de l'action de chez ReelSports.
D'un budget de 300 millions de roupies indiennes (4,8 millions de dollars), le film sort le 12 juillet 2013 et est bien reçu par la critique et le public. Bhaag Milkha Bhaag est le sixième plus gros succès mondial de l'année 2013 pour un film produit à Bollywood et est le vingt et unième film à avoir une recette brute d'un milliard de roupies (16 millions de dollars).
Milkha Singh a écrit son autobiographie avec sa fille, Sonia Sanwalka, titrée La course de ma vie, et a vendu les droits pour une roupie, mais en incluant une clause stipulant qu'une part des profits serait donnée au Milkha Singh Charitable Trust, fondé en 2003 dans le but d'aider les sportifs pauvres et nécessiteux.

## Synopsis
Ce film retrace l'histoire vraie de l'athlète indien Milkha Singh. Il a été inspiré du livre autobiographique de l'athlète intitulé The Race of My Life.

## Fiche technique
- Titre : Bhaag Milkha Bhaag
- Réalisateur : Rakeysh Omprakash Mehra
- Production : Viacom 18 Motion Picture, Rakeysh Omprakash Mehra Pictures
- Langue : Hindi
- Scénario : Prasoon Joshi
- Dialogue : Prasoon Joshi
- Photographie : Binod Pradhan
- Editeur : P.S. Bharathi
- Compositeur : Shankar Mahadevan, Ehsaan Noorani, Loy Mendosa
- Parolier :  Prasoon Joshi
- Interprètes : Javed Bashir, Shreya Ghoshal, Sukhwinder Singh, Loy Mendonsa, Shankar Mahadevan, Ehsaan Noorani, Siddharth Mahadevan et Arif Lohar
- Divya KumarAction : Allan Amin
- Durée : 187 minutes

## Distribution
- Farhan Akhtar : Milkha Singh
- Sonam Kapoor : Biro
- Pavan Malhotra : l'entraîneur de Milkha Singh / Gurudev Singh
- Art Malik : Sampuran Singh / le père de Milkha Singh
- Japtej Singh : Milkha Singh (enfant)
- Yograj Singh : coach indien / Ranveer Singh
- Jass Bhatia : Mahinder
- Rebecca Breeds : Stella
- Divjot Singh Chandhok : colonel
- Divya Dutta : Isri Kaur / sœur aînée de Milkha Singh
- Chandan Gill : Sampreet Singh
- Dev Gill : Abdul Khaliq (en)
- Sumit Gulati : Suresh Kumar
- Hikaru Ito : l'empereur du Japon
- Shanta Kumar : le général Ayub Khan
- Rakeysh Omprakash Mehra : pilote / lui-même
- Md. Sahidur Rahaman : Rana
- K.K. Raina : Mr Wadhwa
- Prakash Raj : l'officier de l'armée
- Yash Saxena :
- Meesha Shafi : Perizaad
- Nawab Shah : Javed Sheikh / l'entraîneur de l'équipe nationale du Pakistan
- Shriswara : Nimmi
- Dalip Tahil : Jawaharlal Nehru
- Herry Tangri : Taran Singh
- Richard White : l'entraîneur Peter Hamilton
- Préity Üupala : le journaliste (2013)
- Ranjit Batra : le politicien au Tea Party du premier ministre (non crédité)

## Musique
La musique a été composée par le trio Shankar-Ehsaan-Loy
1. Gurbani

Musique :  Shankar-Ehsaan-Loy

Parolier : Prasoon Joshi

Interprète : Daler Mehndi

2. Zinda Hai Toh

Musique : Shankar-Ehsaan-Loy 

Parolier : Prasoon Joshi 

Interprète : Siddharth Mahadevan 

3. Mera Yaar

Musique: Ehsaan Noorani, Loy Mendonsa, Shankar Mahadevan 

Parolier : Prasoon Joshi 

Interprète : Javed Bashir 

4. Maston Ka Jhund

Musique: Shankar-Ehsaan-Loy 

Parolier: Prasoon Joshi 

Interprète : Divya Kumar 

5. Bhaag Milkha Bhaag

Musique : Ehsaan Noorani, Loy Mendonsa, Shankar Mahadevan 

Parolier : Prasoon Joshi 

Interprète : Arif Lohar 

6. Slow Motion Angreza

Musique : Ehsaan Noorani, Loy Mendonsa, Shankar Mahadevan 

Parolier : Prasoon Joshi 

Interprète : Loy Mendonsa, Shankar Mahadevan, Sukhwinder Singh 

7. O Rangrez

Musique : Ehsaan Noorani, Loy Mendonsa, Shankar Mahadevan 

Parolier : Prasoon Joshi 

Interprète: Javed Bashir, Shreya Ghoshal 

8. Bhaag Milkha Bhaag (version Rock

Musique : Ehsaan Noorani, Loy Mendonsa, Shankar Mahadevan 

Parolier : Prasoon Joshi 

Interprète : Arif Lohar 

## Récompenses
En 2014, Rakeysh Omprakash Mehra remporte le Filmfare Award du meilleur réalisateur pour le film.